# Villarino de Cebal
Villarino de Cebal (en alistanu Villarinu de Cebal) es una localidad española del municipio de San Vitero, en la provincia de Zamora y la comunidad autónoma de Castilla y León.

## Etimología
Villar y sus variantes (Villares, Villarino o Villarejo) es uno de los topónimos más abundantes en la provincia, tanto de la toponimia mayor (Villar de Fallaves, Villar de Farfón, Villar de los Pisones, Villar del Buey, Villaralbo, Villardeciervos, Villardiegua de la Ribera, Villardondiego, Villarejo de la Sierra, Villarino de Manzanas, Villarino de Sanabria, Villarino Tras la Sierra), como de la toponimia menor. Son topónimos que proceden del «villare» latino que a su vez deriva de «villa», palabra que primitivamente significó explotación agraria, luego aldea, más tarde, ya en la última época romana y en los principios de la Alta Edad Media pequeña ciudad con municipio. 
El derivado «villare» es, al principio, una explotación desgajada del fundo primitivo que más tarde fue fundo y que en ocasiones terminó siendo una aldea, y en otras incluso una villa. Es decir, «villare» y por tanto villar, se refiere a una localidad más pequeña que el núcleo de población designado por villa, por lo que, en general, los «villare» son más pequeñas y de menor categoría histórica y administrativa que los núcleos de población conocidos por un topónimo compuesto cuyo primer elemento es villa o villas.
Además los topónimos villa se suelen deber a la repoblación cristiana de los siglos X, XI y XII, pues villa parece haber sido el apelativo con el significado de población, villa, aldea, etc. preferido por los repobladores medievales, mientras que los llamados villar, villares, villarejo o villarino proceden directamente asentamientos de época romana, como atestiguan los abundantes restos romanos que suelen ofrecer, sobre todo cerámica y tégulas.

## Geografía
Forma parte de la comarca de Aliste, situándose a 13 km de la capital comarcal, Alcañices, y a unos 73 km de Zamora, su capital provincial.

## Nombre
Este pueblo está bañado por el río Cebal, quien le da el apellido. 

## Historia
En la Edad Media, tras el nacimiento del Reino de León en el año 910, Villarino de Cebal quedó integrado en el mismo, hecho que no evitó la existencia de cierto conflicto entre los reinos leonés y portugués en los siglos XII y XIII por el control de esta zona de la frontera.
Ya en la Edad Contemporánea, con la creación de las actuales provincias en 1833, Villarino, aún como municipio independiente, fue adscrito a la provincia de Zamora y la Región Leonesa, quedando integrado con la creación de los partidos judiciales en abril de 1834 en el de Alcañices. Asimismo, en torno a 1850, Villarino de Cebal perdió la condición de municipio, pasando a integrarse en el de San Vitero. Finalmente, con la supresión del partido de Alcañices en 1983, Villarino fue integrado en el Partido Judicial de Zamora.
El pueblo ha sido devoto de Santa Catalina de modo que se creó una cofradía que la formaban parte de los pastores de toda la comarca. Un cordero era el precio, una libra de carne, vino y baile en la era hasta la madrugada, la compensación.

## Fiestas
Villarino de Cebal festeja a San Bartolomé, el 23 y 24 de agosto.